# Архонтология
Архонтологията е историческа дисциплина, която изучава историята на длъжностите в държавни, международни, политически, религиозни и други обществени структури. В обсега на изследване са положени последователност на смяна на лицата, заемащи длъжности, техните биографии и други подходящи данни.

## Обект на развитие
Историята и политологията биха били безполезни и лишени от смисъл, без споменаване в историята на главните герои. Много от тези хора са наследствени монарси, други идват на власт в републиките чрез избори, революция или преврати. Заемайки висока позиция и най-важни държавни или партийни постове, те често имат абсолютна власт.
Тази категория хора, които в ежедневието могат да бъдат наречени „владетели“, в продължение на много векове са предмет на научно изследване. Интересът към изучаването на живота на владетелите на различните страни се появява много преди тази наука да стане част от историята, а историята да стане академична дисциплина.